# Peugeot EX1
Peugeot EX1 — спортивный концепт-электромобиль французской компании Пежо. Создан к юбилею компании. Электромобиль снабжен двумя двигателями, которые обеспечивают 250 кВ (340 л.с.) и 480 Нм крутящего момента.

## Обзор
В честь празднования 200-летия автокомпании Пежо, автомобиль задумывался как нечто потрясающее.
Электромобиль смог побить 6 рекордов среди автомобилей до 1000 кг. Разгон с места: 1/8 мили (8,89 с), 1/4 мили (14,9 с), 500 м (16,81 с), 1/2 мили (28,16 с), 1 миля (41,09 с). Разгон от 0 до 60 миль/ч за 3,55 с. Максимальная скорость 161 миль/ч.

## Галерея изображений

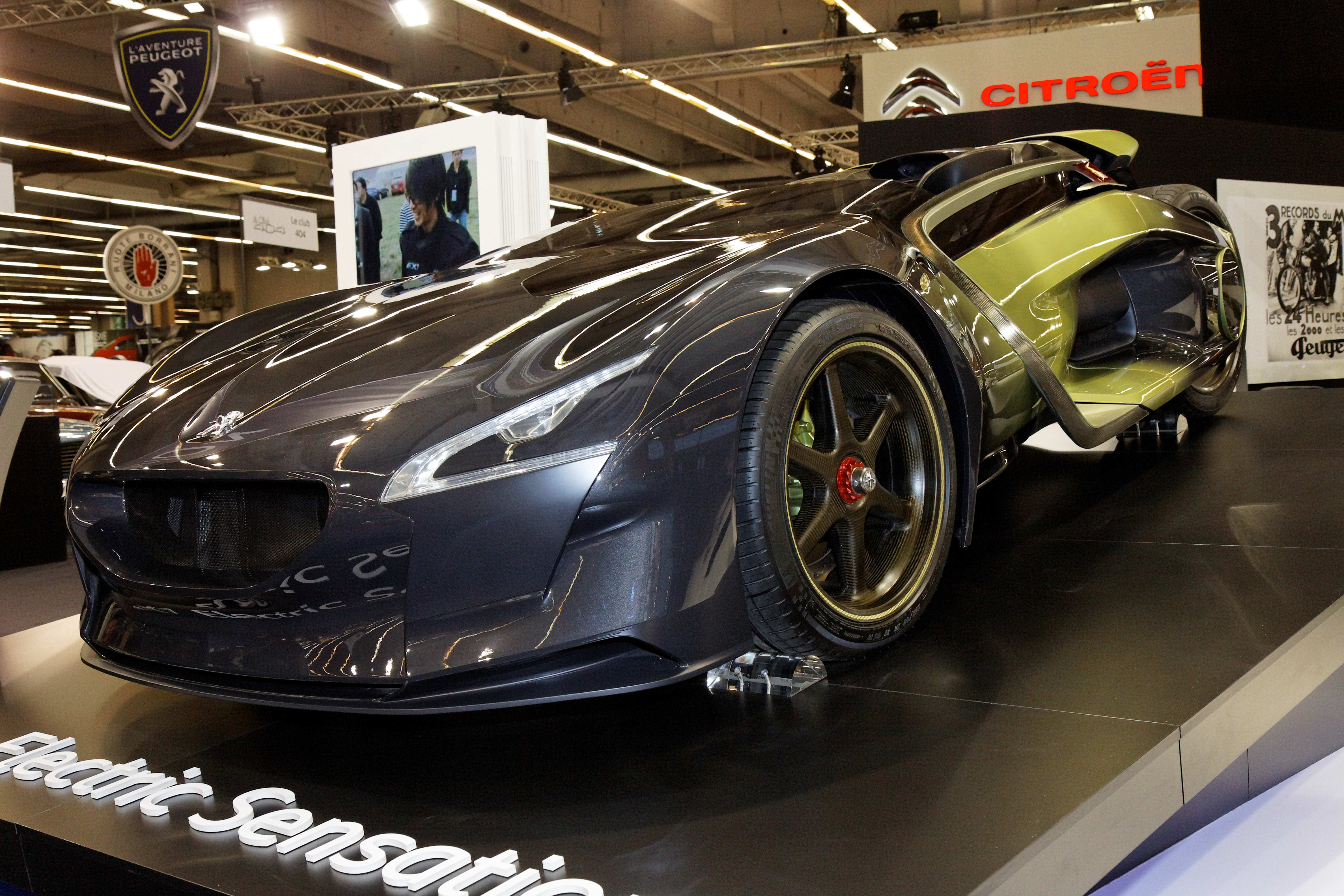
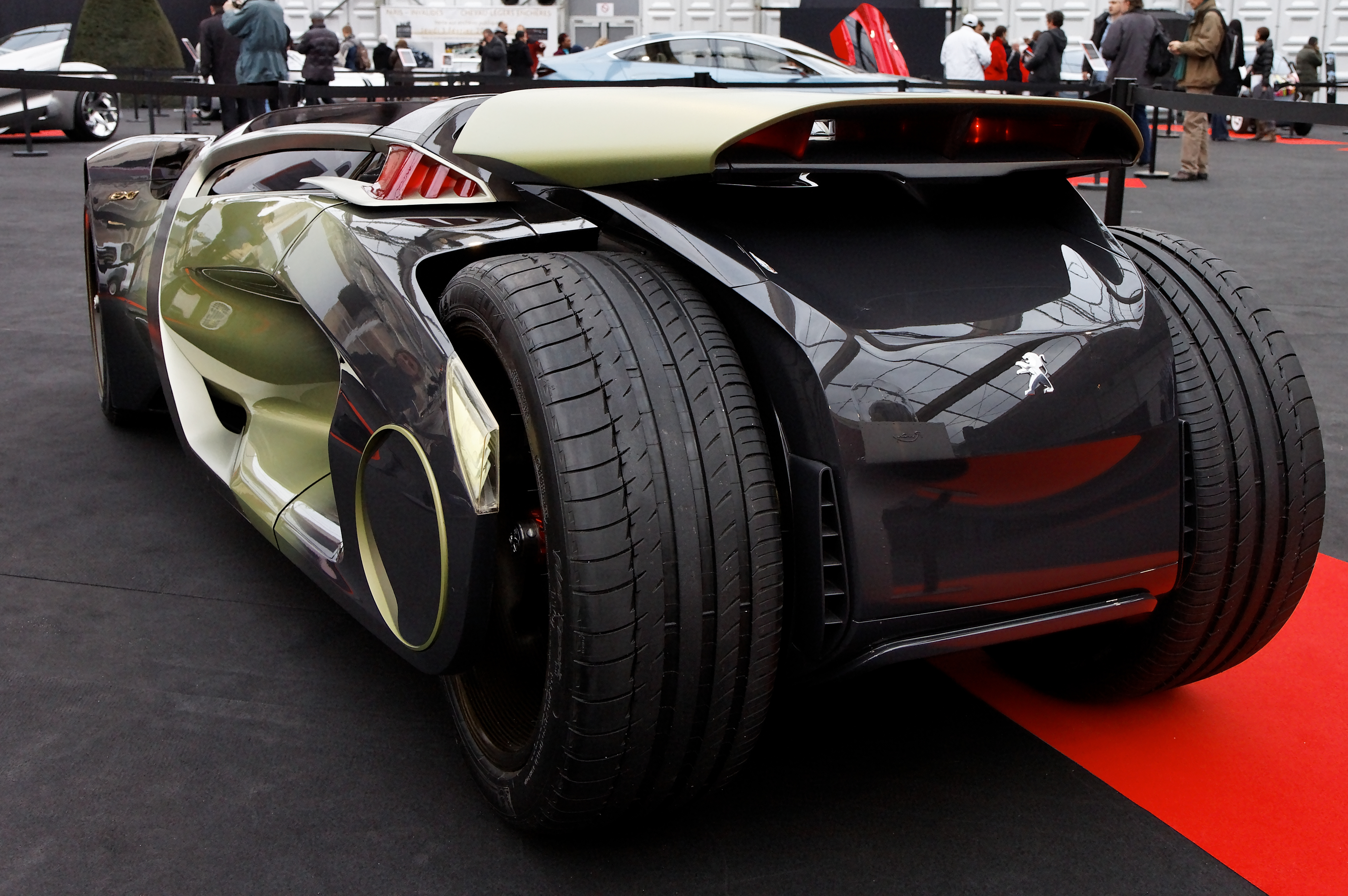
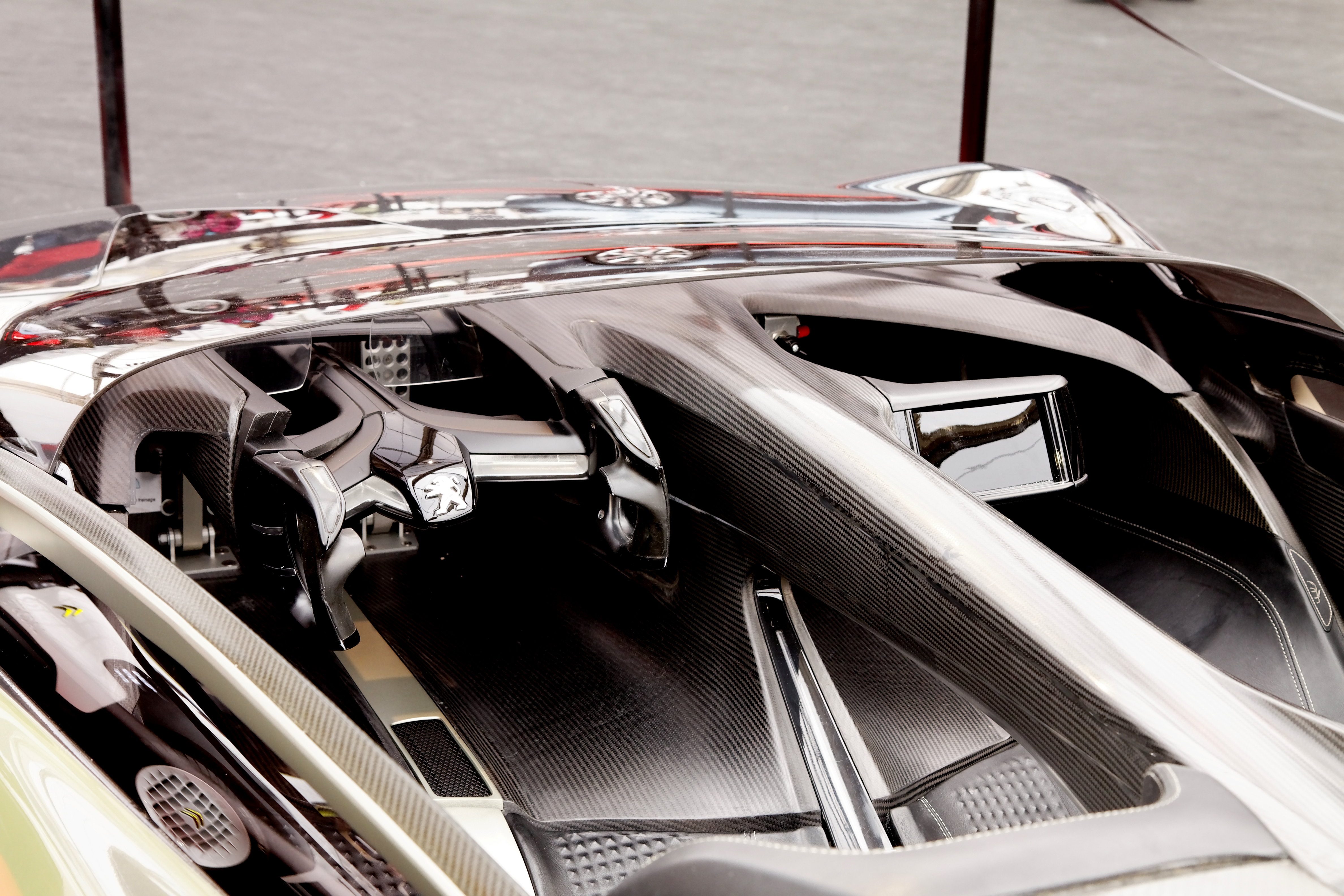